# Dekanat Wielkich Jezior
Dekanat Wielkich Jezior – jeden z trzech dekanatów Archidiecezji Albańskiej Kościoła Prawosławnego w Ameryce.
Na terytorium dekanatu znajdują się następujące parafie:
- Parafia św. Tomasza w Farmington Hills
- Parafia św. Eliasza  w Jamestown
- Parafia św. Paraskewy w Cleveland